# Centrobasket Femenino 2018
El XXI Centrobasket Femenino de 2018 se llevó a cabo en Manatí, Puerto Rico del 20 al 24 de agosto de 2018 en el Coliseo Juan Aubin Cruz. Los cuatro primeros lugares de este torneo calificaron a la AmeriCup femenina FIBA de 2019  que se realizó en la ciudad de San Juan, Puerto Rico, del 22 al 29 de septiembre de 2019.

## Equipos participantes
- Bahamas
- Costa Rica
- Cuba
- Guatemala
- México
- Puerto Rico
- República Dominicana

## Resultados

### Fase de grupos
Se realizó el sorteo de los grupos el 26 de julio de 2018 en la ciudad de San Juan en Puerto Rico.

#### Grupo A
| # | Equipo               | PJ | G | P | PE  | PP  | Dif  | Pts |
| - | -------------------- | -- | - | - | --- | --- | ---- | --- |
| 1 | Cuba                 | 2  | 2 | 0 | 184 | 91  | +93  | 4   |
| 2 | República Dominicana | 2  | 1 | 1 | 134 | 114 | +20  | 3   |
| 3 | Guatemala            | 2  | 0 | 2 | 68  | 181 | -113 | 2   |

Todos los horarios corresponden al huso horario local (UTC–4).
| 20 de agosto, 17:00 | Guatemala                                                        | 29–82                | República Dominicana                                                        | Manatí                                                                                              |  |
|                     | Parciales: 7-24, 11-25, 7-16, 4-17                               |                      |                                                                             | |  |
|                     | Estadísticas Linda González (13) Alma López (8) Krystha Cano (2) | Reporte Pts Reb Asts | Estadísticas (20) Giocélis Reynoso (16) Giocélis Reynoso (5) Yohanna Morton | Pabellón: Coliseo Juan Aubin Cruz Árbitros: Hortencia Sánchez Robinson José Fernández Rebeca Dávila |  |

| 21 de agosto, 17:00 | República Dominicana                                                        | 52–85                | Cuba                                                                      | Manatí                                                                                        |  |
|                     | Parciales: 12-19, 14-18, 15-20, 11-28                                       |                      |                                                                           |                                                                                               |  |
|                     | Estadísticas Yohanna Morton (18) Sugeiry Monsac (8) Génesis Evangelista (5) | Reporte Pts Reb Asts | Estadísticas (24) Yamara Amargo (11) Suchitel Ávila (8) Lisdeyvi Martínez | Pabellón: Coliseo Juan Aubin Cruz Árbitros: Maripier Malo Hortencia Sánchez Christian Wilmore |  |

| 22 de agosto, 17:00 | Guatemala                                                         | 39–99                | Cuba                                                                         | Manatí                                                                                     |  |
|                     | Parciales: 12-20, 14-28, 6-29, 7-22                               |                      |                                                                              |                                                                                            |  |
|                     | Estadísticas Linda González (14) Krystha Cano (4) Luisa Rivas (4) | Reporte Pts Reb Asts | Estadísticas (18) Suchitel Ávila (7) Marlén Cepéda (6) L. Martínez, S. Ávila | Pabellón: Coliseo Juan Aubin Cruz Árbitros: José Fernández Christian Wilmore Rebeca Dávila |  |

#### Grupo B
| # | Equipo      | PJ | G | P | PE  | PP  | Dif  | Pts |
| - | ----------- | -- | - | - | --- | --- | ---- | --- |
| 1 | Puerto Rico | 3  | 3 | 0 | 279 | 136 | +143 | 6   |
| 2 | México      | 3  | 2 | 1 | 217 | 165 | +52  | 5   |
| 3 | Bahamas     | 3  | 1 | 2 | 152 | 226 | -74  | 4   |
| 4 | Costa Rica  | 3  | 0 | 3 | 119 | 250 | -132 | 3   |

Todos los horarios corresponden al huso horario local (UTC–4).
| 20 de agosto, 14:00 | México                                                                                    | 77–42                | Costa Rica                                                             | Manatí                                                                               |  |
|                     | Parciales: 23-7, 19-11, 17-14, 18-10                                                      |                      |                                                                        |                                                                                      |  |
|                     | Estadísticas Jacqueline Luna (16) G. Ávila, J. Valenzuela (7) B. Silva, J. Valenzuela (4) | Reporte Pts Reb Asts | Estadísticas (15) Ana Matamoros (12) Ana Matamoros (3) Daniela Quesada | Pabellón: Coliseo Juan Aubin Cruz Árbitros: Maripier Malo Natalia Cuello Grant Todey |  |

| 20 de agosto, 20:00 | Bahamas                                                            | 50–95                | Puerto Rico                                                        | Manatí                                                                                |  |
|                     | Parciales: 10-30, 7-16, 17-22, 16-27                               |                      |                                                                    |                                                                                       |  |
|                     | Estadísticas Leashia Grant (24) Leashia Grant (10) Ashley Moss (6) | Reporte Pts Reb Asts | Estadísticas (12) 3 jugadoras (7) Yolanda Jones (5) Tayra Meléndez | Pabellón: Coliseo Juan Aubin Cruz Árbitros: Andreia Silva Yuliet Méndez Kendell Henry |  |

| 21 de agosto, 14:00 | México                                                                      | 74–52                | Bahamas                                                           | Manatí                                                                             |  |
|                     | Parciales: 20-8, 14-18, 20-11, 20-15                                        |                      |                                                                   |                                                                                    |  |
|                     | Estadísticas Jacqueline Luna (18) Jazmín Valenzuela (11) Gladiana Ávila (8) | Reporte Pts Reb Asts | Estadísticas (19) Leashia Grant (15) Leashia Grant (3)Brea Forbes | Pabellón: Coliseo Juan Aubin Cruz Árbitros: Andreia Silva Norval Young Grant Todey |  |

| 21 de agosto, 20:00 | Costa Rica                                                                  | 20–113               | Puerto Rico                                                             | Manatí                                                                                    |  |
|                     | Parciales: 0-33, 12-23, 5-29, 3-28                                          |                      |                                                                         |                                                                                           |  |
|                     | Estadísticas S. Jiménez, M. Malavassi (5) Ana Matamoros (5) 4 jugadoras (1) | Reporte Pts Reb Asts | Estadísticas (17) Yolanda Jones (8) Anushka Maldonado (9) Pamela Rosado | Pabellón: Coliseo Juan Aubin Cruz Árbitros: Natalia Cuello Gregory Hamilton Yuliet Méndez |  |

| 22 de agosto, 14:00 | Costa Rica                                                              | 57–60                | Bahamas                                                            | Manatí                                                                                       |  |
|                     | Parciales: 14-17, 8-15, 19-12, 16-16                                    |                      |                                                                    |                                                                                              |  |
|                     | Estadísticas Natalia Gálvez (16) Ana Matamoros (8) Mónica Malavassi (5) | Reporte Pts Reb Asts | Estadísticas (15) Tracy Lewis (7) Marvia Dean (8) Joette Fernander | Pabellón: Coliseo Juan Aubin Cruz Árbitros: Hortencia Sánchez Gregory Alexander Norval Young |  |

| 22 de agosto, 20:00 | Puerto Rico                                                                | 71–66                | México                                                                 | Manatí                                                                                |  |
|                     | Parciales: 15-13, 26-16, 15-18, 15-19                                      |                      |                                                                        |                                                                                       |  |
|                     | Estadísticas Jennifer O'Neill (21) Jennifer O'Neill (12) Pamela Rosado (49 | Reporte Pts Reb Asts | Estadísticas (16) B. Silva, G. Ávila (9) Brisa Silva (5) Daniela Pardo | Pabellón: Coliseo Juan Aubin Cruz Árbitros: Andreia Silvia Yuliet Méndez Norval Young |  |

### Fase final
|  | Semifinales 23 de agosto | Semifinales 23 de agosto | Semifinales 23 de agosto |             |    | Final 24 de agosto | Final 24 de agosto   | Final 24 de agosto |  |
|  |                          |                          |                          |             |    |                    |                      |                    |  |
|  |                          |                          |                          |             |    |                    |                      |                    |  |
|  | 1A                       | Cuba                     | 86                       |             |    |                    |                      |                    |  |
|  | 1A                       | Cuba                     | 86                       |             |    |                    |                      |                    |  |
|  | 2B                       | México                   | 80                       |             |    |                    |                      |                    |  |
|  | 2B                       | México                   | 80                       |             | 1A | Cuba               | 54                   |                    |  |
|  |                          |                          |                          |             | 1A | Cuba               | 54                   |                    |  |
|  |                          |                          | 1B                       | Puerto Rico | 83 |                    |                      |                    |  |
|  | 1B                       | Puerto Rico              | 1B                       | Puerto Rico | 83 | 72                 |                      |                    |  |
|  | 1B                       | Puerto Rico              |                          |             |    | 72                 |                      |                    |  |
|  | 2A                       | República Dominicana     | 56                       |             |    | Tercer lugar       | Tercer lugar         | Tercer lugar       |  |
|  | 2A                       | República Dominicana     | 56                       |             |    | Tercer lugar       | Tercer lugar         | Tercer lugar       |  |
|  |                          |                          |                          |             |    |                    |                      |                    |  |
|  |                          |                          |                          |             |    | 2B                 | México               | 85                 |  |
|  |                          |                          |                          |             |    | 2B                 | México               | 85                 |  |
|  |                          |                          |                          |             |    | 2A                 | República Dominicana | 81                 |  |
|  |                          |                          |                          |             |    | 2A                 | República Dominicana | 81                 |  |
|  |                          |                          |                          |             |    |                    |                      |                    |  |

#### Reclasificación 5°-7° puesto
| 23 de agosto, 14:00 | Guatemala                                                             | 60–62                | Costa Rica                                                             | Manatí                            |  |
|                     | Parciales: 18-10, 17-13, 15-13, 10-26                                 |                      |                                                                        |                                   |  |
|                     | Estadísticas Sonia Vásquez (15) Sonia Vásquez (8) Astrid González (3) | Reporte Pts Reb Asts | Estadísticas (23) Natalia Gálvez (14) Ana Matamoros (5) Natalia Gálvez | Pabellón: Coliseo Juan Aubin Cruz |  |

#### Semifinales
| 23 de agosto, 17:00 | Cuba                                                                            | 86–80                | México                                                                        | Manatí                            |  |
|                     | Parciales: 16-9, 23-17, 26-26, 21-28                                            |                      |                                                                               |                                   |  |
|                     | Estadísticas Y. Amargo, S. Ávila (20) Anisleidy Galindo (10) Suchitel Ávila (8) | Reporte Pts Reb Asts | Estadísticas (22) Jacqueline Luna (8) Jacqueline Luna (5) K. Taylor, D. Pardo | Pabellón: Coliseo Juan Aubin Cruz |  |

| 23 de agosto, 20:00 | Puerto Rico                                                               | 72–56                | República Dominicana                                                       | Manatí                            |  |
|                     | Parciales: 14-15, 12-15, 20-13, 26-13                                     |                      |                                                                            |                                   |  |
|                     | Estadísticas Jennifer O'Neill (16) Yolanda Jones (12) Jazmon Gwathmey (5) | Reporte Pts Reb Asts | Estadísticas (15) Charlenny Frías (12) Giócelis Reynoso (7) Yohanna Morton | Pabellón: Coliseo Juan Aubin Cruz |  |

#### Partido por el quinto puesto
| 24 de agosto, 14:00 | Bahamas                                                              | 55–49                | Costa Rica                                                               | Manatí                            |  |
|                     | Parciales: 13-7, 8-12, 14-21, 20-9                                   |                      |                                                                          |                                   |  |
|                     | Estadísticas Brea Forbes (16) Leashia Grant (8) Joette Fernander (4) | Reporte Pts Reb Asts | Estadísticas (13) Jennifer Sánchez (16) Ana Matamoros (6) Natalia Gálvez | Pabellón: Coliseo Juan Aubin Cruz |  |

#### Partido por el tercer puesto
| 24 de agosto, 16:00 | México                                                                       | 85–81                | República Dominicana                                                    | Manatí                            |  |
|                     | Parciales: 23-13, 12-31, 20-17, 30-20                                        |                      |                                                                         |                                   |  |
|                     | Estadísticas Jazmin Valenzuela (18) Jazmin Valenzuela (7) Gladiana Ávila (8) | Reporte Pts Reb Asts | Estadísticas (27) Sugeiry Monsac (10) Sugeiry Monsac (7) Yohanna Morton | Pabellón: Coliseo Juan Aubin Cruz |  |

#### Final
| 24 de agosto, 18:30 | Cuba                                                                        | 54–83                | Puerto Rico                                                                | Manatí                            |  |
|                     | Parciales: 11-18, 17-20, 15-21, 11-24                                       |                      |                                                                            |                                   |  |
|                     | Estadísticas Yamara Amargo (18) Anisleidy Galindo (5) Anisleidy Galindo (4) | Reporte Pts Reb Asts | Estadísticas (34) Jennifer O'Neill (11) Jazzmon Gwathmey (6) Pamela Rosado | Pabellón: Coliseo Juan Aubin Cruz |  |

|                                |
| Bandera de Puerto Rico         |
| Campeón Puerto Rico 2.º título |

### Premios
| Categoría                  | Ganadora |
| -------------------------- | --- |
| Jugadora Más Valiosa (MVP) | Jennifer Victoria O'Neill                                                                                      |
| Cuadro Ideal               | Jennifer Victoria O'Neill Anisleidy Galindo Martínez Yolanda Jones Yamara Amargo Delgado Suchitel Ávila Casaña |

## Posiciones finales
| Pos.              | Equipo               |
| ----------------- | -------------------- |
| Medalla de oro    | Puerto Rico          |
| Medalla de plata  | Cuba                 |
| Medalla de bronce | México               |
| 4                 | República Dominicana |
| 5                 | Bahamas              |
| 6                 | Costa Rica           |
| 7                 | Guatemala            |

## Clasificados alAmeriCup Femenino 2019[6]
| Bandera de Cuba | Bandera de México | Bandera de Puerto Rico | Bandera de la República Dominicana |
| Cuba            | México            | Puerto Rico            | República Dominicana               |
| --------------- | ----------------- | ---------------------- | ---------------------------------- |